# كلاوديو أغيري
كلاوديو أغيري (بالإسبانية: Claudio Aguirre)‏ هو اقتصادي إسباني، ولد في 1956.